# Madera artificial
{{PA|t=20110113190523|referencias|tecnología
Las maderas artificiales corresponden a aquellas piezas fabricadas por el hombre utilizando como materia prima principal la madera natural.

## artificial Existen diferentes tipos de madera artificial
1. Contrachapado: Se fabrica a partir de capas finas de madera pegadas entre sí y colocadas de tal forma que las fibras de una capa son perpendiculares a las fibras de la capa siguiente. De esta manera se consigue una resistencia uniforme del material. El número de capas es siempre impar para que las vetas sean paralelas. Para pegar las chapas de madera se emplea cola.
2. Aglomerado: Se fabrica a partir de virutas o trozos de madera mezclados a presión y encolados. El producto resultante se prensa formando planchas y se deja secar. El acabado del aglomerado puede ser sin cubrir, plastificado o chapado con madera natural. Es la más económica.
3. Chapado: Se forma con una parte central de aglomerado y por finas láminas exteriores de manera natural.
4. Prensado o de fibras: Se obtiene a partir de fibras de madera seca, comprimida a alta presión y temperatura. El resultado es de una textura fina y uniforme, con cantos perfectos. Comercialmente se conoce como tableros DM, o MDF (en inglés, Medium Density Fibreboard). Es muy dura, fácil de trabajar y pintar. Si en lugar de resina sintética se utiliza como elemento de unión la propia resina de las fibras de la madera, el producto obtenido se denomina táblex.